# Wróblewski
Wróblewski är ett efternamn som härrör från polskans wróbel (sparv), efternamnet är slaviskt och bärs av en adelssläkt i Polen.
Några bärare av detta namn är musikerna Jan Wróblewski och Tomasz Wróblewski. Wróblewski är också namnet på en månkrater, uppkallad efter fysikern Zygmunt Wróblewski.